# Merișani
Merișani là một xã thuộc hạt Argeș, România. Dân số thời điểm năm 2002 là 4447 người.